# Liste der Baudenkmäler in Schevenhütte
Die Liste der Baudenkmäler in Schevenhütte enthält die denkmalgeschützten Bauwerke auf dem Gebiet von Stolberg (Rheinland)-Schevenhütte in Nordrhein-Westfalen. Diese Baudenkmäler sind in der Denkmalliste der Stadt Stolberg (Rheinland) eingetragen; Grundlage für die Aufnahme ist das Denkmalschutzgesetz Nordrhein-Westfalen (DSchG NRW).

| Bild                                                         | Bezeichnung                                                  | Lage                                  | Beschreibung                                                     | Bauzeit   | Eingetragen seit | Denkmal- nummer     |
| ------------------------------------------------------------ | ------------------------------------------------------------ | ------------------------------------- | ---------------------------------------------------------------- | --------- | ---------------- | ------------------- |
| „Haus Wirvel“; Bruchstein-Winkelbau, Wohnhaus                | „Haus Wirvel“; Bruchstein-Winkelbau, Wohnhaus                | Schevenhütte Am Wittberg 9 Karte      |                                                                  | 1840      | 11.03.1986       | 388/12/02/4/430     |
| Donatuskapelle                                               | Donatuskapelle                                               | Schevenhütte Bend (Kapelle) Karte     |                                                                  | 1853      | 28.07.1986       | 419/2/01/26/475     |
| Wohnhaus                                                     | Wohnhaus                                                     | Schevenhütte Bend 27 Karte            |                                                                  |           | 23.09.1987       | 493/2/01/27/474     |
| St. Josef                                                    | St. Josef                                                    | Schevenhütte Daensstr. (Kirche) Karte | Katholische Pfarrkirche                                          | 1889      | 08.11.1985       | 322/12/02/2/296     |
| Pfarrhaus Schevenhütte                                       | Pfarrhaus Schevenhütte                                       | Schevenhütte Daensstr. 4 Karte        | Wohnhaus                                                         | 1775      | 20.01.1986       | 376/12/03/4/431     |
| Wohn-Stallhaus                                               | Wohn-Stallhaus                                               | Schevenhütte Daensstr. 5 Karte        |                                                                  |           | 25.09.1985       | 300/12/03/5/397     |
| „Haus Herzog“; Wohnhaus                                      | „Haus Herzog“; Wohnhaus                                      | Schevenhütte Daensstr. 19–21 Karte    |                                                                  | 1787      | 24.06.1985       | 271/12/03/19-21/107 |
| Wohnhaus                                                     | Wohnhaus                                                     | Schevenhütte Daensstr. 23 Karte       |                                                                  |           | 11.03.1986       | 387/12/03/23/441    |
| Wohnhaus                                                     | Wohnhaus                                                     | Schevenhütte Daensstr. 25 Karte       |                                                                  |           | 20.01.1986       | 377/12/03/25/432    |
| Wohnhaus                                                     | Wohnhaus                                                     | Schevenhütte Lamersiefen 6 Karte      |                                                                  |           | 20.01.1986       | 375/12/05/6/429     |
| „Haus Jülich“                                                | „Haus Jülich“                                                | Schevenhütte Langerweher Str. 6 Karte | Bruchstein-Hofanlage, Wohnhaus                                   | 1697      | 03.10.1985       | 302/12/06/6/320     |
| „Zur Alten Post“                                             | „Zur Alten Post“                                             | Schevenhütte Nideggener Str. 3 Karte  | Gasthaus                                                         |           | 23.01.1986       | 380/12/07/3/437     |
| Wohnhaus                                                     | Wohnhaus                                                     | Schevenhütte Nideggener Str. 4 Karte  |                                                                  |           | 29.01.1986       | 382/12/07/4/435     |
| Wohn-Stall-Gebäude, Wohnhaus                                 | Wohn-Stall-Gebäude, Wohnhaus                                 | Schevenhütte Nideggener Str. 6 Karte  | eines der ältesten Gebäude in Schevenhütte,                      |           | 26.05.1992       | 632/12/07/6/395     |
| Wohnhaus                                                     | Wohnhaus                                                     | Schevenhütte Nideggener Str. 7 Karte  |                                                                  |           | 11.03.1986       | 386/12/07/7/414     |
| Wohnhaus                                                     | Wohnhaus                                                     | Schevenhütte Nideggener Str. 24 Karte |                                                                  |           | 29.01.1986       | 381/12/07/24/434    |
| „Eulenburg“                                                  | „Eulenburg“                                                  | Schevenhütte Nideggener Str. 36 Karte | ehemalige Getreidemühle, Denkmal ist das Wohnhaus ohne den Anbau | 1731      | 25.04.1986       | 397/12/07/36/433    |
| „Wehebacher Hof“                                             | „Wehebacher Hof“                                             | Schevenhütte Nideggener Str. 50 Karte | Hotel und Gaststätte                                             | 1863      | 29.01.1986       | 383/12/07/50/436    |
| „Haus Helenasruh“; Villa, Wohnhaus (linke Doppelhaushälfte)  | „Haus Helenasruh“; Villa, Wohnhaus (linke Doppelhaushälfte)  | Schevenhütte Nideggener Str. 97 Karte |                                                                  | 1852–1855 | 20.01.1986       | 374/12/07/97/358    |
| „Haus Helenasruh“; Villa, Wohnhaus (rechte Doppelhaushälfte) | „Haus Helenasruh“; Villa, Wohnhaus (rechte Doppelhaushälfte) | Schevenhütte Nideggener Str. 99 Karte |                                                                  | 1852–1855 | 20.01.1986       | 374/12/07/97/358    |